# Groupe des 184
Die Groupe des 184 (deutsch: Gruppe der 184) war ein im Jahr 2003 gegründetes politisches Bündnis in Haiti, dem Organisationen und Geschäftsleute sowie Vertreter der haitianischen Zivilgesellschaft angehörten. Es stand in Gegnerschaft zu Präsident Jean Bertrand Aristide und seiner Partei Fanmi Lavalas. Koordinator dieses Bündnisses war André Apaid, ein aus den Vereinigten Staaten nach Haiti gekommener Unternehmer aus einer ursprünglich libanesischen Familie.

## Gründung und Ziele
Die Gründung der Groupe des 184 wurde im Herbst des Jahres 2003 beschlossen, um Jean Bertrand Aristide aus seinem Amt zu entfernen. Anführer aus Wirtschaft und politischer Opposition formierten diese Ad-hoc-Organisation und entwarfen einen Plan, nach dem Haiti in weniger als drei Monaten nach einem Wechsel in der Staatsführung wieder zu altem Glanz kommen würde. Alle Probleme Haitis lagen ihrer Meinung nach bei Aristide.
André Apaid betonte später, ursprünglich sei es bei der Gründung darum gegangen, mit einer Initiative der Zivilgesellschaft zwischen Regierung und Opposition zu vermitteln.
Die Gruppe war bei ihrer Gründung eng mit dem International Republican Institute, einer politischen Stiftung, die mit der amerikanischen Republikanischen Partei und der Regierung von George W. Bush verbunden ist, und dem von der amerikanischen Botschaft aufgebauten „Haiti Democracy Project“ (HDP) verbunden. Das Ziel der „Gruppe der 184“ war es, Haiti weiter für amerikanisches Kapital und diejenigen zu bekämpfen, die sich dieser Öffnung Haitis für Investoren und Industrielle aus den Vereinigten Staaten widersetzten.

## Mitglieder
Einzelbündnisse und Organisationen verschiedener Bereiche schlossen sich in der Groupe des 184 zusammen. Die Mitglieder wurden wie folgt kategorisiert, wobei Einträge in mehreren Sektoren möglich waren. Dies erklärt, dass die Summe die Zahl „184“ übersteigt.
- Kulturschaffende (Intellektuelle, Schriftsteller, Künstler): 14 Personen und eine Vereinigung, u. a. Raoul Peck, Frankétienne, Yanick Lahens, Laennec Hurbon und Michel Soukar.
- Organisationen der Wirtschaft (Arbeitgeberverbände, Kammern und Gewerkschaften): 16 Organisationen; u. a. American Chamber of Commerce - Haïti, Association des Industries d’Haïti (Industrieverband), Association Touristique d’Haïti (Tourismusverband), Chambre de Commerce et d’Industrie d’Haïti (Industrie- und Handelskammer),  Fondation Nouvelle Haïti (Stiftung Neues Haiti). Als Delegierte ihrer jeweiligen Verbände waren Unternehmer wie Charles Henri Baker und Reginald Boulos in der Gruppe aktiv.
- Gewerkschaften: 26 nationale, regionale und Spartenvertretungen der Arbeitnehmer.
- Verbände des landwirtschaftlichen Bereichs (Organisationen der Bauern, Landbesitzer und Landarbeiter): 90 überwiegend lokale Verbände.
- Städtische Bürgergruppierungen: 60 Initiativen, u. a. Association Nationale des Chômeurs (Verband der Arbeitslosen) und Organisation des Jeunes Chrétiens d’Haïti (Organisation junger Christen).
- Frauenverbände: 9 Organisationen, u. a. Collectif Féminin Haïtien contre l’Exclusion de la Femme (Frauenbündnis Haitis gegen die Exklusion).
- Ziviler Sektor: 23 Organisationen, u. a. Komite pou la Renesans Nasyonal (Komitee für die nationale Wiedergeburt).
- Bildungssektor: 11 Organisationen, u. a. Confédération Nationale des Educateurs Haïtiens (Nationaler Verband haitianischer Lehrer).
- Soziale Dienste: 6 Organisationen, u. a. Fédération Nationale des Médecins Résidents Haïtiens (Verband der niedergelassenen Ärzte).
- Bereich Menschenrechte: 13 Organisationen, u. a. Centre Toussaint Louverture pour la Défense des Droits Humains (Zentrum für die Verteidigung der Menschenrechte).
- Bereich Medien und Presse: 4 Organisationen, u. a. Association Nationale des Médias Haïtiens (Nationale Vereinigung der Medien).
- Akademischer Sektor: 7 Organisationen, u. a. Fédération des Etudiants de l’Université d’Etat d’Haïti (Studentenverband der Université d’Etat d’Haïti)

Die Zusammensetzung des Bündnisses stieß auf Kritik. Die haitianische Zivilgesellschaft sei wesentlich facettenreicher als die von Wirtschaftsführern dominierte Gruppe, befand zum Beispiel die im Vereinigten Königreich ansässige Haiti Support Group (HSG).

## Aktivitäten
Die Mitglieder der „Gruppe der 184“ spielten eine wichtige Rolle bei den Mobilisierungen, die zum Sturz des ehemaligen Präsidenten Jean Bertrand Aristide im Februar 2004 führten. Die Gruppe verfügte über erhebliche finanzielle Mittel und eine wirksame Lobbyarbeit bei einer Reihe ausländischer Botschaften in Port-au-Prince.
Die Regierung von Präsident Aristide versuchte von Anfang an, die Aktivität der Gruppe zu unterbinden. Es kam zu Verhaftungen, gegen die sich die bekannten Wortführer des Bündnisses bei der Organisation Amerikanischer Staaten wandten und erfolglos die Freilassung bewirken wollten.
Die Arbeitsmethode der Gruppe bestand darin, Debatten in den verschiedenen Städten des Landes mithilfe einer „Karawane der Hoffnung“ und in der Diaspora zu führen. Im Rahmen dieser Debatten wurde ein Entwurf für einen „Sozialvertrag“ erarbeitet, um durch diese Treffen eine Synthese aller Vorschläge zu verabschieden, die in Form von Dokumenten zum Aufbau eines Sozialvertrags verfasst wurden. Das endgültige Dokument sollte bis Februar 2005, vor dem geplanten Beginn des Wahlkampfs, fertiggestellt sein.
Dieser „Sozialvertrag“ war auf die Zukunft ausgerichtet. Somit war er keine Antwort auf die aktuellen Fragen, die sich in Haiti stellten. Die steigenden Lebenshaltungskosten, die nicht nachlassende Arbeitslosigkeit und Unsicherheit, die nicht einmal begonnenen Infrastrukturprojekte, die ungelöste Frage der ehemaligen Militärs, die bewaffneten Gruppen, die sich als Anhänger Aristides bezeichneten und wieder aktiv wurden, die Justiz, die nur auf dem Papier steht, und die ungewissen Wahlen.
Am 12. Juli 2003 wurde die „Karawane der Hoffnung“ von Anhängern des Präsidenten Aristide und seinen berüchtigten Chimères gewaltsam angegriffen. Die Rebellion und der Sturz von Präsident Aristide sowie sein überstürzter Abgang durch die US-Armee im Februar 2004 veränderten die Lage. Gérard Latortue wurde zum Interims-Premierminister ernannt und Bonifas Alexandre, Präsident des Kassationsgerichts, wurde gemäß den Vorgaben der haitianischen Verfassung zum provisorischen Präsidenten ernannt.
Die Groupe des 184 betrieb auch im Ausland Lobbyarbeit. So stellte eine Delegation im Oktober 2004 in Paris den Entwurf ihres „Sozialvertrags“ für Haiti vor.
Im Februar 2006, als Präsident René Préval gewählt wurde, bedauerte die Gruppe der 184, dass die Auszählung der Stimmen und die Bekanntgabe der Ergebnisse mit einem offensichtlichen Mangel an Transparenz erfolgte, dennoch nahm die Gruppe das Ergebnis der Wahl „zur Kenntnis“.